# Cylindrothecium wagneri
Cylindrothecium wagneri là một loài Rêu trong họ Entodontaceae. Loài này được (Lorentz) Paris mô tả khoa học đầu tiên năm 1894.